# Cewe
Cewe, légalement nommé CEWE Stiftung & Co. KGaA, basée à Oldenbourg en Allemagne, est le plus grand fournisseur de services photo d'Europe avec quatorze sites de production. 
Via les marques CEWE Business Printing, Saxoprint, Laserline et Viaprinto, Cewe propose également des éditions professionnelles multisupports (dépliants, affiches, brochures et cartes de visite). 
La société est également active dans la vente au détail de photos (livres photo, tirages photo, calendriers, décoration photo, toiles photo, mugs personnalisés, puzzles photo, tableau photo) avec les chaînes de vente au détail Fotojoker (Pologne), Japan Photo (Scandinavie), Fotolab (Tchéquie et Slovaquie) et Wöltje (Allemagne).

## Histoire
Le 1er mai 1912, August Friedrich Carl Wöltje fonda un atelier photographique à Oldenbourg, dans l'actuelle Basse-Saxe. À partir de 1924, il étend son activité à la vente d'appareils photo et d'accessoires. Peu de temps après la réforme monétaire de 1948, son gendre Heinz Neumüller rejoint l'entreprise.
En 1950, Carl Wöltje ouvre l'un des premiers laboratoires couleur d'Allemagne. Il compte alors 17 employés et se trouve grossiste d'une centaine de détaillants à travers la République fédérale d'Allemagne.
Cewe a été fondée sous le nom de Cewe Color en 1961 par Heinz Neumüller à Oldenburg. Le nom actuel est né de l'inclusion des initiales de Carl Wöltje : "C" est prononcé [t͡seː] en Allemand, "W" [veː].
Afin de répondre à la demande croissante de photos couleur, Cewe a construit un grand laboratoire photo en 1964 de 50 000 m2 à Oldenbourg-Kreyenbrück. En 1971, l'entreprise se développe à l'étranger en ouvrant une succursale aux Pays-Bas. En 1973, Cewe fusionne avec United Color à Hambourg et Brême. Dès lors, le nom de l'entreprise change pour Vereinigte Cewe Color Betriebe. Au cours des années suivantes, Cewe a repris d'autres laboratoires en Suisse et à l'étranger et est devenu le leader du marché du développement photo en Allemagne au cours de la transition de la photographie noir et blanc à la photographie en couleur dans les années 1970.
À partir de 1980, des magasins de détail photo ont été ouverts dans de nombreux hypermarchés et centres-villes. Celles-ci opéraient sous les noms Ivema ou Fotopoint. De nouveaux produits apparaissent : impressions de photo sur des articles cadeaux tels que des mugs ou des T-shirts.À partir de 1986, la société a ouvert d'autres boutiques à Mönchengladbach, Paris, Berlin, Worms et Dresde. En 1989, Cewe a introduit le sac Eurocombi pour stocker les commandes de photos. En 1992, le groupe de sociétés a été restructuré sous l'égide de Cewe Color Holding AG, puis s'est développé en France, en Scandinavie et en Europe centrale.
Hubert Rothärmel introduit le groupe à la Bourse de Francfort en 1993.Dès 1994, Cewe s'est préparé au passage de la photographie argentique à la photographie numérique et a investi dans une imprimante capable d'imprimer des photos numériques sur du papier photo. De plus, le Cewe Photoindex avait été introduit peu de temps auparavant, une carte avec des photos miniatures, qui était livrée au client avec les photos et les négatifs finis après l'exposition d'un film, ceci facilitant la réorganisation des images. Le Cewe Photoindex a été le tout premier produit numérique de masse et est aujourd'hui considéré comme la pierre angulaire de la numérisation de l'entreprise et de l'industrie en général.
À partir de 1995, les images de négatifs pouvaient être numérisées, numérisées et présentées sous forme d'image sur une disquette. En 1997, le projet est devenu le Cewe Image CD. Celui-ci pouvait être lu sur des lecteurs DVD et, outre les photos du client, il contenait également un logiciel de traitement et de présentation des images.
La même année, Cewe met en place la première station des bornes d'impression photo dans les magasins spécialisés (drogueries DM et Rossmann, supermarchés)  De plus, il était désormais possible de commander des photos numériques via Internet.
En 2001, Cewe a introduit un terminal photo qui pouvait accepter les photos numériques et les graver sur CD directement au point de vente.
En juin 2007, la société a été cotée au SDAX. En outre, Cewe fait partie de l'indice boursier Nisax20 de Basse-Saxe. En 2007, il y a eu un conflit entre la direction de Cewe et l'actionnaire M2 Capital Management AG, une société suisse de capital-investissement. M2 Capital a exigé une augmentation drastique du dividende, ce qui — de l'avis du directoire de Cewe et de certains actionnaires importants —  aurait compromis la restructuration et l'orientation à long terme de l'entreprise,,. Les fonds d'investissement impliqués dans M2 Capital ont accusé le conseil d'administration et de surveillance de Cewe d'échec et ont appelé à la démission de la direction. L'attaque a échoué. Sebastian Freitag, qui en tant que propriétaire de la banque d'investissement Freitag & Co. a conseillé les deux hedge funds M2 Capital et K Capital et qui représentait leurs intérêts au conseil de surveillance de Cewe, a démissionné le 8 mars 2007.
Pour l'exercice 2007, un dividende inchangé de 1,20 euro est distribué.
Six ans après le conflit, Cewe a changé la forme de la société d'une société anonyme (Cewe Color Holding AG) en une commandite et a ainsi réduit l'influence des actionnaires.
En 2007, le nombre d'images numériques développées (1 515 millions) a dépassé pour la première fois le nombre de photos développées à partir de films argentiques (1 277 millions).
L'année suivante, Cewe a racheté Diron à Münster, un fournisseur de logiciels et de services de conseil pour tous les aspects de l'impression commerciale.
En 2010, Cewe a été nommé « Best Innovator » par le magazine WirtschaftsWoche et le cabinet de conseil en management AT Kearney pour sa transformation réussie en entreprise numérique.
En janvier 2012, Cewe a racheté Saxoprint GmbH de Dresde (370 employés, chiffre d'affaires 2011 : 31,4 millions d'euros). L'entreprise est ainsi entrée sur le marché de l'impression en ligne et des clients professionnels avec des tirages allant jusqu'à 200 000 exemplaires.
En mars 2018, Cewe prend une participation de 80 % dans l'entreprise française Cheerz dans le but de renforcer son positionnement sur les marchés français, espagnol et italien,,.
En juillet 2020, la marque cewe-print.de est dissoute et fait désormais partie à 100 % de la marque « CEWE Business Pressure ».

## Propriétaire
En plus de la communauté des héritiers du fondateur de l'entreprise, qui depuis 2007 à travers la réalisation des droits de souscription avec 27,4 % du capital social est le principal actionnaire, détenir Schroders plc, Londres, 3,00 %, Fidelity Investments 2,98 % et Sparinvest Holdings SE, Luxembourg, 2,74 % d'actions. Les actions auto-détenues sont de 2,5 % tenu. Le reste est largement répandu.

## Production
Cewe génère ses principaux revenus avec la production d'images numériques, de livres photo, de cadeaux personnalisés, de développement de films analogiques et de travaux d'impression en ligne.
Fin 2018, la société comptait 14 sites de développement photo en Europe et employait environ 4 200 personnes.
Cewe fait le travail photo pour de nombreuses grandes chaînes de vente au détail et pharmacies. Grâce à la coopération avec environ 20 000 partenaires commerciaux dans 26 pays européens, les clients sont approvisionnés quotidiennement en travaux photo, à la fois via des points de vente et des stations de photo instantanée ainsi que par courrier.
Le chiffre d'affaires de l'entreprise en 2018 était de 653,3 millions d'euros et elle visait fin 2022 un chiffre d'affaires compris entre 680 et 740 millions d'euros.
2,2 milliards de photos ont été développées. La production des livres photo a atteint 6,18 millions de pièces.

### Sites de production
En plus du siège social à Oldenbourg, Cewe possède des sites de production en Allemagne à Mönchengladbach, Eschbach près de Fribourg-en-Brisgau, Germering près de Munich, Dresde, Berlin et Münster. Dans d'autres pays européens, Cewe est implanté en Tchéquie (Prague), en France (Rennes, Montpellier), en Pologne (Kędzierzyn-Koźle), en Hongrie (Budapest) et au Royaume-Uni (Warwick).